# Lee Chan-dong
Lee Chan-dong (10 de janeiro de 1993) é um futebolista profissional sul-coreano que atua como meia, atualmente defende o Gwangju FC.

## Carreira
Lee Chan-dong fez parte do elenco da Seleção Sul-Coreana de Futebol nas Olimpíadas de 2016.